# Leigrijze berghoningkruiper
De leigrijze berghoningkruiper (Diglossa plumbea) is een zangvogel uit de familie Thraupidae (tangaren).

## Verspreiding en leefgebied
Deze soort telt 2 ondersoorten:
- D. p. plumbea: Costa Rica en westelijk Panama.
- D. p. veraguensis: zuidwestelijk Panama.